# Buffy och vampyrerna (säsong 5)
Buffy och vampyrerna (säsong 5) sändes 2000–2001. I denna säsong får Buffy en 14-årig lillasyster; Dawn Summers. Men Helvetesgudinnan Glory är ute efter Dawn. Vad har det tagit åt vampyren Spike egentligen, är han kär i Dråparen?

## Sammanfattning av säsong 5
Ett år har gått sedan gänget gick ut high school. För Willow har det varit ett aktivt år; hon har blivit mer självsäker, utvecklat sin magiska förmåga och skaffat en flickvän, Tara Maclay. För resten av vännerna har inte mycket förändrats. Xander har betalat hyran hos sina föräldrar med diverse tillfälliga arbeten och är tillsammans med den före detta demonen Anya. Giles har tillbringat året hemma som arbetslös sedan skolan exploderade. Buffy har fortsatt sin kamp mot mörkrets krafter men tränat allt mindre och förlitat sig alltmer på sin rutin. Inspirerad av ett besök från Greve Dracula i avsnittet Buffy vs. Dracula och ett möte med Den Första Dråparen ber Buffy Giles att han ska bli hennes Väktare igen. Buffy vill fördjupa sina kunskaper om sitt öde. Vidare är 14-åriga lillasystern Dawn irriterande och kommer ständigt i vägen då Buffy vill ha privat tid med sin pojkvän Riley. Dawn gillar att spela schack med Willow och är smått förälskad i Xander. 
Xander har försökt sälja drinkar, telefonsex och glass. Efter det hittar han äntligen ett yrke han både trivs med och är bra på, byggnadsarbetare. I The Replacement ställs hans svaga sidor mot hans starka, kort sagt; Xander blir två. Nicholas Brendon spelar Xander och Brendons tvillingbror spelar Xanders andra hälft. Först känner sig Xander underlägsen sig själv, men han inser till slut att han mognat och växt ifrån den osäkre kille han var under skolåren. Resultaten av insikten kommer med en gång; han får fast anställning på ett byggföretag och skaffar sig en egen lägenhet. I en krisens stund förlovar han sig med Anya, men de håller förlovningen hemlig.
Även Giles får lite mening med sitt liv. Han tar ett stort steg när han ger sig på stadens mest riskabla jobb; ägare till magibutiken The Magic Box. Förutom att han ger sig själv något att göra ger han gänget en plats att samlas på och en plats för Buffy att träna på. 
Även Anya, Tara och Riley ges en chans att utvecklas. Anya upptäcker olika sidor av det mänskliga livet - negativt är dödligheten och positivt är kapitalismen. I Triangle får hon utan tvekan ta hand om The Magic Box' kassa på grund av sitt sinne för ekonomi. Hon blir dock mindre glad när Giles ber Willow om hjälp med mottagandet av kunder eftersom Anyas sociala färdigheter kan förbättras. Resultatet blir ett troll. Vidare får Taras blyga och försiktiga sätt en förklaring i Family. Familjen Maclay har alltid hävdat att magin hos kvinnorna i släkten kommit från en demonisk sida av släkten. Det visar sig vara en lögn konstruerad för att hålla kvinnorna under kontroll. Anyas och Taras relation till gänget blir större medan Riley hamnar utanför. Då han inte känner sig behövd eller inkluderad i gruppen börjar hans förfall, han börjar vandra längs en mörk väg in i ett vampyrberoende för att slutligen lämna Sunnydale för att istället jaga demoner med militären i Into the Woods.
Spike kan sedan tidigare inte skada goda varelser på grund av ett smärtorsakande chip i huvudet, men skulle ändå vilja skada Dråparen. Till sin förskräckelse inser han dock i Fool for Love att han istället för att hata, älskar henne. Från att ha varit vampyren Spike som dödat två Dråpare går han till att vara den känsliga poeten William, namne till den man han var innan han blev vampyr. I Crush inser Buffy till sin förskräckelse att Spike älskar henneoch trots hans löfte om att vara god för hennes skull så vill hon inte veta av honom. I brist på den äkta varan beställer Spike en robot som är en kopia av Buffy. Roboten har till och med Buffys minne och hennes Dråparkunskaper vilket får gänget att i det komiska avsnittet Intervention tro att den Spikebesatta och Angelfientliga roboten är den riktiga Buffy. 
Medan tittarna överväger om de fått en minnesförlust eller om serieskaparna blivit galna upptäcker Buffy sanningen om sin lillasyster Dawn. Dawn är nyskapad och i fara. För att få veta mer om hotet kontaktar därför Buffy Väktarrådet. I Checkpoint kommer de till Sunnydale för att avgöra om Buffy fortfarande är bra nog för dem, sedan hon sagt upp kontakten med dem i säsong tre, men Buffy förklarar att det är hon som har makten och att det är hon som kommer att avgöra om de är bra nog för henne. På hennes begäran återinsätter de Giles som officiell Väktare och ger henne den information hon vill ha. 
Helvetesgudinnan Glory lever på jorden, eftersom hon förvisats från sin egen dimension, instängd i en kropp som hon delar med en människa, Ben. För att behålla sitt förstånd måste hon absorbera energi från människohjärnor vilket istället lämnar offren galna. Hon söker Nyckeln till sin frihet från jorden så att hon kan återvända till sin helvetesdimension. I och med aktiverandet av den energimassa som är Nyckeln kommer väggarna mellan alla dimensioner rämna och kaos utbryta på jorden. Den munkorden som har haft Nyckeln under sitt beskydd förvandlar energin till en människa, Dawn, med ett komplett liv inklusive falska minnen, och skickar henne till Dråparen Buffy som de menar skall skydda Dawn från Glory. En efter en får vännerna veta sanningen och till sist är det bara Dawn själv som ingenting vet. I Blood Ties får hon veta sanningen och blir förkrossad över sveket. Att hantera ett liv fullt av falska minnen och ett öde att öppna ett lås för en Helvetesgudinna driver henne nästan till sammanbrott. Buffy försäkrar henne om att de är systrar hur verkligheten än ser ut.
Under detta dramatiska år med Glory som hotar Dawn kommer ingen lättnad för Buffy. Joyce blir plötsligt svårt sjuk. Huvudvärk som först sägs vara ofarlig visar sig vara en hjärntumör. Joyce genomgår en operation efter en olidlig väntan av galenskap och en tystande rymddemon i Listening To Fear. Trots att operationen lyckades och hon återhämtar sig så ligger hon plötsligt död på vardagsrumssoffan en dag när Buffy kommer hem. I avsnittet The Body får tittarna följa gängets desperata reaktioner på händelsen.
Den intensiva upptrappningen mot finalen inleds då läkarkandidaten Ben, som Glory delar kropp med, råkar avslöja för henne att munkarna förvandlat Nyckeln till en människa. Glorys undersåtar tror först att det är Spike som är Nyckeln, men Glory inser att de har fel och tvingar Spike att berätta sanningen. Han vägrar eftersom han hellre skulle dö än se Buffy lida. Efter att han flytt förtjänar han den kyss från Buffy som han har drömt om. Glorys nästa gissning är Tara, som hon lämnar galen då hon inser att hon misstagit sig igen. Tredje gången gissar hon rätt, vilket sänder Buffy och gänget på flykt. Efter dem är också Bysantiumriddarna som anser att Nyckeln är för farlig för att tillåtas leva. Då Glory dödar alla riddare och tar Dawn hamnar Buffy i ett katatoniskt tillstånd av hopplöshet vilket Willow lyckas slutligen väcka henne ur. Samtidigt får Xander och Spike veta att väggarna mellan olika dimensioner rämnar då Dawns blod spills och kaoset på jorden slutar inte förrän blodet slutar rinna. 
Så är man framme vid seriens hundrade avsnitt, The Gift. När Glory har Dawn måste hon genomföra en ritual och har en liten tidslucka. För att uppehålla Glory och hennes undersåtar tillräckligt länge för att tidsluckan för ritualen ska passera skyr gänget inga medel. Magi används för att bota Tara och för att försvaga Glory. En byggmaskin, Buffy-roboten (The Buffy Bot) med mera används i kampen. Högst upp på ett offertorn står Dawn ensam och fastbunden. Då någon ändå tar sig upp till Dawn för att starta ritualen och Spike misslyckas med att stoppa honom skyndar Buffy upp till Dawn. Nere på marken gör Giles det Buffy aldrig skulle kunna, han dödar Ben för att se till att Glory aldrig mer kommer tillbaka. Då Buffy kommer upp har Dawns första droppe blod redan fallit och ritualen aktiverats. Då Dawn konstaterar att hon måste hoppa för att stoppa blodflödet och därmed kaoset inser Buffy vart hennes sökande under året lett henne. Dawn och Buffy delar samma blod, därför spelar det ingen roll vem av systrarna som offrar sig. Buffy offrar sig och förser portalen med det blod den kräver. Redan under examen i säsong tre får man en ledtråd till Dawns ankomst. Från allra första säsongen har Buffy kämpat emot sitt öde och i slutet av denna säsong kan hon äntligen acceptera vad hon är och inser vad hon har att ge tack vare det.

## Avsnittsguide
| Nr i serien | Nr i säsongen | Titel                     | Regissör           | Manus                          | Sändningsdatum    | Prod. kod | Tittarsiffror (miljoner) |
| ----------- | ------------- | ------------------------- | ------------------ | ------------------------------ | ----------------- | --------- | ------------------------ |
| 79          | 1             | "Buffy vs. Dracula"       | David Solomon      | Marti Noxon                    | 26 september 2000 | 5ABB01    | 5.8                      |
| 80          | 2             | "Real Me"                 | David Grossman     | David Fury                     | 3 oktober 2000    | 5ABB02    | 6.2                      |
| 81          | 3             | "The Replacement"         | James A. Contner   | Jane Espenson                  | 10 oktober 2000   | 5ABB03    | 5.3                      |
| 82          | 4             | "Out of My Mind"          | David Grossman     | Rebecca Rand Kirshner          | 17 oktober 2000   | 5ABB04    | 5.1                      |
| 83          | 5             | "No Place Like Home"      | David Solomon      | Douglas Petrie                 | 24 oktober 2000   | 5ABB05    | 6.4                      |
| 84          | 6             | "Family"                  | Joss Whedon        | Joss Whedon                    | 7 november 2000   | 5ABB06    | 6.2                      |
| 85          | 7             | "Fool for Love"           | Nick Marck         | Douglas Petrie                 | 14 november 2000  | 5ABB07    | 5.7                      |
| 86          | 8             | "Shadow"                  | Dan Attias         | David Fury                     | 21 november 2000  | 5ABB08    | 4.8                      |
| 87          | 9             | "Listening to Fear"       | David Solomon      | Rebecca Rand Kirshner          | 28 november 2000  | 5ABB09    | 5.5                      |
| 88          | 10            | "Into the Woods"          | Marti Noxon        | Marti Noxon                    | 19 december 2000  | 5ABB10    | 4.9                      |
| 89          | 11            | "Triangle"                | Christopher Hibler | Jane Espenson                  | 9 januari 2001    | 5ABB11    | 4.8                      |
| 90          | 12            | "Checkpoint"              | Nick Marck         | Douglas Petrie & Jane Espenson | 23 januari 2001   | 5ABB12    | 5.0                      |
| 91          | 13            | "Blood Ties"              | Michael Gershman   | Steven S. DeKnight             | 6 februari 2001   | 5ABB13    | 4.9                      |
| 92          | 14            | "Crush"                   | Dan Attias         | David Fury                     | 13 februari 2001  | 5ABB14    | 4.9                      |
| 93          | 15            | "I Was Made to Love You"  | James A. Contner   | Jane Espenson                  | 20 februari 2001  | 5ABB15    | 5.1                      |
| 94          | 16            | "The Body"                | Joss Whedon        | Joss Whedon                    | 27 februari 2001  | 5ABB16    | 6.0                      |
| 95          | 17            | "Forever"                 | Marti Noxon        | Marti Noxon                    | 17 april 2001     | 5ABB17    | 4.3                      |
| 96          | 18            | "Intervention"            | Michael Gershman   | Jane Espenson                  | 24 april 2001     | 5ABB18    | 4.7                      |
| 97          | 19            | "Tough Love"              | David Grossman     | Rebecca Rand Kirshner          | 1 maj 2001        | 5ABB19    | 4.6                      |
| 98          | 20            | "Spiral"                  | James A. Contner   | Steven S. DeKnight             | 8 maj 2001        | 5ABB20    | 5.1                      |
| 99          | 21            | "The Weight of the World" | David Solomon      | Douglas Petrie                 | 15 maj 2001       | 5ABB21    | 4.8                      |
| 100         | 22            | "The Gift"                | Joss Whedon        | Joss Whedon                    | 22 maj 2001       | 5ABB22    | 5.2                      |

## Hemvideoutgivningar
Hela säsongen utgavs på DVD i region 1 den 9 december 2003.

### Fotnoter
1. ↑  ”September 26, 2000”. TV Tango. http://www.tvtango.com/listings/2000/09/26. Läst 30 september 2013.
2. ↑  ”October 3, 2000”. TV Tango. http://www.tvtango.com/listings/2000/10/03. Läst 30 september 2013.
3. ↑  ”October 10, 2000”. TV Tango. http://www.tvtango.com/listings/2000/10/10. Läst 30 september 2013.
4. ↑  ”October 17, 2000”. TV Tango. http://www.tvtango.com/listings/2000/10/17. Läst 30 september 2013.
5. ↑  ”October 24, 2000”. TV Tango. http://www.tvtango.com/listings/2000/10/24. Läst 30 september 2013.
6. ↑  ”November 7, 2000”. TV Tango. http://www.tvtango.com/listings/2000/11/07. Läst 30 september 2013.
7. ↑  ”November 14, 2000”. TV Tango. http://www.tvtango.com/listings/2000/11/14. Läst 30 september 2013.
8. ↑  ”November 21, 2000”. TV Tango. http://www.tvtango.com/listings/2000/11/21. Läst 30 september 2013.
9. ↑  ”November 28, 2000”. TV Tango. http://www.tvtango.com/listings/2000/11/28. Läst 30 september 2013.
10. ↑  ”December 19, 2000”. TV Tango. http://www.tvtango.com/listings/2000/12/19. Läst 30 september 2013.
11. ↑  ”January 9, 2001”. TV Tango. http://www.tvtango.com/listings/2001/01/09. Läst 30 september 2013.
12. ↑  ”January 23, 2001”. TV Tango. http://www.tvtango.com/listings/2001/01/23. Läst 30 september 2013.
13. ↑  ”February 6, 2001”. TV Tango. http://www.tvtango.com/listings/2001/02/06. Läst 30 september 2013.
14. ↑  ”February 13, 2001”. TV Tango. http://www.tvtango.com/listings/2001/02/13. Läst 30 september 2013.
15. ↑  ”February 20, 2001”. TV Tango. http://www.tvtango.com/listings/2001/02/20. Läst 30 september 2013.
16. ↑  ”February 27, 2001”. TV Tango. http://www.tvtango.com/listings/2001/02/27. Läst 30 september 2013.
17. ↑  ”April 17, 2001”. TV Tango. http://www.tvtango.com/listings/2001/04/17. Läst 30 september 2013.
18. ↑  ”April 24, 2001”. TV Tango. http://www.tvtango.com/listings/2001/04/24. Läst 30 september 2013.
19. ↑  ”May 1, 2001”. TV Tango. http://www.tvtango.com/listings/2001/05/01. Läst 30 september 2013.
20. ↑  ”May 8, 2001”. TV Tango. http://www.tvtango.com/listings/2001/05/08. Läst 30 september 2013.
21. ↑  ”May 15, 2001”. TV Tango. http://www.tvtango.com/listings/2001/05/15. Läst 30 september 2013.
22. ↑  ”May 22, 2001”. TV Tango. http://www.tvtango.com/listings/2001/05/22. Läst 30 september 2013.
23. ↑  ”Buffy the Vampire Slayer - Season 5” (på engelska). TV Shows on DVD. 9 december 2003. Arkiverad från originalet den 9 oktober 2008. https://web.archive.org/web/20081009113820/http://www.tvshowsondvd.com/releases/Buffy-Vampire-Slayer-Season-5/3127. Läst 16 februari 2017.